# فاكوندو كينتانا
فاكوندو كينتانا (بالإسبانية: Facundo Quintana)‏ (28 يناير 1996 ببوينس آيرس في الأرجنتين - ) هو لاعب كرة قدم أرجنتيني في مركز الوسط. لعب مع نادي أونيفرسيداد دي تشيلي.

## روابط خارجية
- فاكوندو كينتانا على موقع قاعدة بيانات كرة القدم.إي يو (الإنجليزية)
- فاكوندو كينتانا على موقع Soccerway.com (الإنجليزية)